# Ronnet
Ronnet település Franciaországban, Allier megyében. Lakosainak száma 168 fő (2022. január 1.). Ronnet Arpheuilles-Saint-Priest, La Celle, Durdat-Larequille, Marcillat-en-Combraille, Ars-les-Favets, La Crouzille és Virlet községekkel határos.

## Népesség
A település népessége az elmúlt években az alábbi módon változott:
| Lakosok száma | 242  | 164  | 159  | 187  | 176  | 175  | 174  | 172  | 173  | 168  |
|               | 1968 | 1982 | 1990 | 2006 | 2013 | 2015 | 2017 | 2019 | 2020 | 2022 |